# Збір у вигляді цільової надбавки до діючого тарифу на природний газ для споживачів усіх форм власності
Збір у вигляді цільової надбавки до діючого тарифу на природний газ для споживачів усіх форм власності — загальнодержавний збір, який сплачувався до Державного бюджету України.
Платниками збору були суб'єкти господарювання та їх відокремлені підрозділи, які провадять діяльність з постачання природного газу споживачам на підставі укладених з ними договорів.
Об'єктом оподаткування збором була вартість природного газу в обсязі, відпущеному кожній категорії споживачів у звітному періоді, яка визначається на підставі актів приймання-передачі газу, підписаних платником та відповідним споживачем (для населення — на підставі облікових документів), з урахуванням відповідного тарифу (ціни природного газу для відповідної категорії споживачів без урахування тарифів на його транспортування та постачання споживачам і суми податку на додану вартість).
Збір справлявся у розмірі 2 % на обсяги природного газу, що постачається для таких категорій споживачів:
- підприємств комунальної теплоенергетики, теплових електростанцій, електроцентралей та котелень суб'єктів господарювання, зокрема блочних (модульних) котелень (в обсязі, що використовується для надання населенню послуг з опалення та гарячого водопостачання, за умови ведення такими суб'єктами окремого приладового та бухгалтерського обліку тепла і гарячої води);
- бюджетних установ;
- промислових та інших суб'єктів господарювання та їх відокремлених підрозділів, які використовують природний газ.

На обсяги природного газу що постачається для населення, збір справлявся у розмірі 4 %.
Базовим податковим (звітним) періодом для збору був календарний місяць.
Платники збору самостійно нараховували та подавали декларацію за місцем податкової реєстрації та сплачували податкові зобов'язання у строки, визначені для місячного податкового (звітного) періоду, за місцем податкової реєстрації. Тобто, податкові декларації зі збору подаються протягом 20 календарних днів, що настають за останнім календарним днем звітного (податкового) місяця, а сума збору, задекларована платником, сплачується таким платником протягом 10 календарних днів, що настають за останнім днем граничного строку подання податкової декларації.